# Maurice Hinchey
Maurice Dunlea Hinchey, född 27 oktober 1938 i New York, död 22 november 2017 i Saugerties i Ulster County i New York, var en amerikansk demokratisk politiker. Han var ledamot av USA:s representanthus från 1993 till 2013, där han representerade New Yorks 22:a kongressdistrikt sedan 2003. Innan dess var hans distrikt New Yorks 26:e.
Hinchey gick i skola i Saugerties High School. Han tjänstgjorde i USA:s flotta 1956-1959. Han studerade vid State University of New York. Han avlade 1968 kandidatexamen och 1970 masterexamen. Han var ledamot av New York State Assembly, underhuset i delstatens lagstiftande församling, 1975-1993.
Hinchey besegrade republikanen Robert Moppert i kongressvalet 1992 med 50% av rösterna mot 47% för Moppert. Han har omvalts åtta gånger.
Hinchey var katolik. Han var en förespråkare för tillåtandet av medicinsk cannabis.